# Anisodes lautokensis
Anisodes lautokensis là một loài bướm đêm trong họ Geometridae.